# Deodato Guinaccia
Deodato Guinaccia   (Nàpols, 1510 (Gregorià) - Messina, 1585) va ser un pintor italià de l'escola napolitana, actiu principalment a Messina. Guinaccia va ser deixeble favorit a Messina de Polidoro de Caravaggio les obres del qual va acabar a la defunció d'aquest, entre d'altres, La Nativitat de l'església d'Alt-Bast, considerada com un dels seus millors quadres. Les composicions originals de Guinaccia recorden l'estil del seu mestre.
D'elles, una de les millors és una Transfiguració que va pintar per a l'església de Sant Salvador de Greci. Va fundar una escola de la qual van sortir molt bons deixebles que durant algun temps van mantenir a Sicília el bon gust de l'escola romana que havia estat allí importada pel mestre de Guinaccia.